# Torcida Uniformizada do São Paulo
A Torcida Uniformizada do São Paulo (TUSP) foi uma torcida organizada do São Paulo Futebol Clube.

## História
Criada no bairro da Mooca em 1939, pelo cardeal são-paulino Manoel Raymundo Paes de Almeida, com o nome de Grêmio São-Paulino, a Torcida Uniformizada do São Paulo foi uma torcida uniformizada do Brasil.
O primeiro uniforme utilizado pelos integrantes era uma camisa branca com o distintivo do São Paulo ao centro do peito e, logo acima, um semicírculo com a inscrição "Grêmio São-Paulino". Após a mudança de nome, passaram a utilizar uma camisa parecida com o uniforme número dois do clube.

### O ano em que a moeda caiu em pé
Na reunião que definiria o calendário do Campeonato Paulista de 1943, na sede da Federação Paulista, um dirigente do Corinthians havia afirmado que o encontro era desnecessário, já que o campeão seria definido através do cara ou coroa: cara, o campeão seria o Corinthians; coroa, o campeão seria o Palmeiras. Questionado sobre o São Paulo pelo representante tricolor, o dirigente corinthiano respondeu que se a moeda parasse em pé, o campeão seria o São Paulo, e se parasse no ar, a vencedora seria Portuguesa. No último jogo do campeonato, contra o Palmeiras, o São Paulo segurou um empate sem gols e faturou o título. Por conta desta conquista, o então Grêmio São-Paulino fez uma marcha à noite com um carro alegórico que continha uma moeda em pé, somente para ir buscar a Taça dos Invictos no prédio de A Gazeta Esportiva.

### A dissidência e o enfraquecimento
Em março de 1972 a TUSP fez a primeira excursão ao exterior para acompanhar os jogos contra o Cerro Porteño e Olimpia pela Libertadores da América. Oito ônibus foram fretados para esse fim e brindes foram levados para serem distribuídos. Todos arcaram com o custo do transporte e hospedagem. Após a primeira partida os torcedores comuns ficaram sabendo que a diretoria da TUSP se hospedou em hotéis quatro estrelas enquanto que o restante foi alojado em pensões e que os brindes levados estavam sendo vendidos.
Na volta da excursão, alguns integrantes da TUSP, descontentes com as atitudes dos organizadores, resolveram formar uma nova torcida para o clube. Logo após, tomou forma concreta a criação de uma nova torcida durante um jogo no Pacaembu, e quando cerca de quarenta pessoas compactuaram com a ideia a Torcida Organizada Independente foi formada. Muitos associados partiram, dessa forma, para a co-irmã e com isso a TUSP se enfraqueceu até se extinguir em 1995.